# John Martin (coureur)

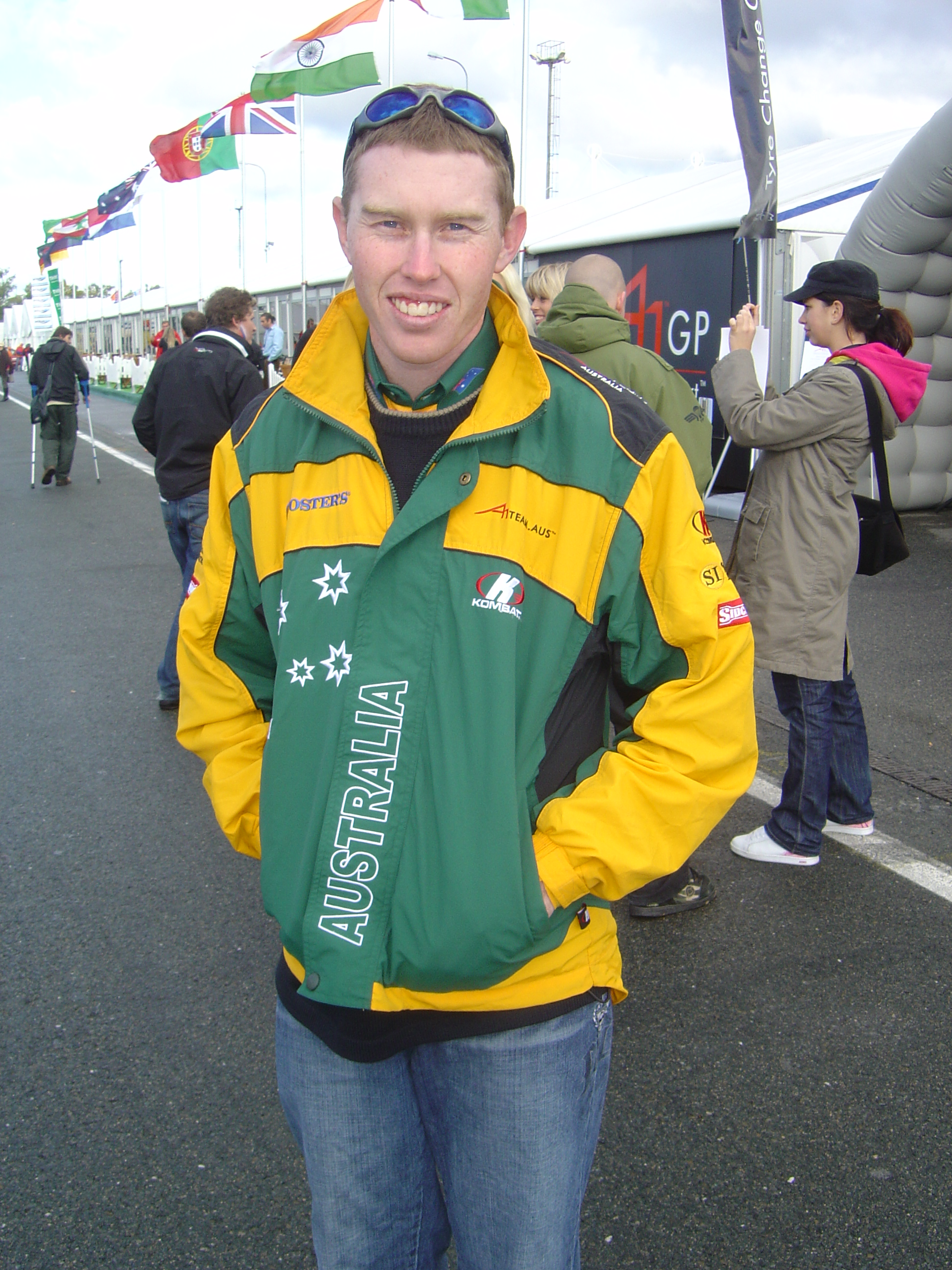
Martin in 2007

John Martin (Gosford, 8 juli 1984) is een Australisch autocoureur.

## Loopbaan
- 2001: Resa Nationaal (5e).
- 2002: Resa Queensland (kampioen).
- 2003: Geelong Ford Kartstars.
- 2004: Resa Nationaal (pole position, 2e).
- 2004: Resa Queensland (2e).
- 2005: Formule Ford Victoria, team Borland Racing Developments (zes overwinningen, kampioen).
- 2005: Formule Ford New South Wales, team Borland Racing Developments (elf overwinningen, 2e in kampioenschap).
- 2005: Australische Formule Ford, team GK Martin P/L (twee overwinningen).
- 2006: Australische Formule Ford, team Borland Racing Developments (acht overwinningen, kampioen).
- 2007: Britse Formule 3-kampioenschap, team Alan Docking Racing.
- 2007: Masters of Formula 3 (28e).
- 2007-08: A1GP, team A1 Team Australië.
- 2008: Britse Formule 3-kampioenschap, team Räikkönen Robertson Racing
- 2008-09: A1GP, team A1 Team Australië.
- 2009: Superleague Formula, team Glasgow Rangers.
- 2009: Formule Renault 3.5 Series, team Comtec Racing.

## A1GP resultaten
- Races cursief betekent snelste ronde

| Jaar    | Inschrijving      | 1          | 2         | 3          | 4         | 5         | 6         | 7          | 8         | 9          | 10         | 11         | 12         | 13        | 14         | 15         | 16         | 17         | 18         | 19         | 20         | Rang | Punten |
| ------- | ----------------- | ---------- | --------- | ---------- | --------- | --------- | --------- | ---------- | --------- | ---------- | ---------- | ---------- | ---------- | --------- | ---------- | ---------- | ---------- | ---------- | ---------- | ---------- | ---------- | ---- | ------ |
| 2007-08 | A1 Team Australië | NED SPR    | NED FEA   | CZE SPR    | CZE FEA   | MAL SPR   | MAL FEA   | ZHU SPR    | ZHU FEA   | NZL SPR 9  | NZL FEA NF | AUS SPR 6  | AUS FEA 5  | RSA SPR 6 | RSA FEA 14 | MEX SPR NF | MEX FEA 21 | SHA SPR 15 | SHA FEA 14 | GBR SPR 14 | GBR FEA NF | 17   | 20     |
| 2008-09 | A1 Team Australië | NED SPR 12 | NED FEA 4 | CHI SPR 11 | CHI FEA 6 | MAL SPR 8 | MAL FEA 4 | NZL SPR NF | NZL FEA 4 | RSA SPR 12 | RSA FEA 13 | POR SPR 10 | POR FEA 12 | GBR SPR 7 | GBR FEA 8  |            |            |            |            |            |            | 8    | 36     |